# 唐凯吉
唐凯吉（英語：Kaiji Von Tang，1984年1月25日—）是一位居住在美國洛杉矶的华裔配音演员。 
他在電玩遊戲《人中之龍7 光與闇的去向》（2020年）和《人中之龍8》（2024年）裡的主角春日一番配音而聞名。

## 生平
唐凯吉出生于中国上海。他毕业于加利福尼亞大學河濱分校，并于2007年移居洛杉矶，並出演Garmin GPS 和探索頻道的广告。他曾在殭屍舞孃中扮演僵尸，後來他成為一名配音演員。 
唐凯吉曾为湯姆貓與傑利鼠、哆啦A夢中的胖虎、七大罪、 KILL la KILL、咒術迴戰、Fate/stay night、MEGALO BOX、無盡傳奇、妖精劍士f、槍彈辯駁系列、文豪Stray Dogs中的太宰治、人中之龍系列、火焰之纹章系列、名偵探皮卡丘等電影、動畫片和電子遊戲配音。
唐凯吉在2021年在推特上透露，如果某個國家或地區不承認中華民國是一個主權獨立的国家，那麼他不會在那裡工作，并且由于他和他的家人厭惡中国共产党，所以當初他們一家選擇離開中国。 他于2017年6月24日与配音演员瑪西·愛德華（Marcy Edwards）结婚。 

## 演出作品
※粗體字表示說明飾演的主要角色。

### 動畫配音
- 湯姆貓與傑利鼠（湯姆）

### 外語動畫配音
- 涼宮春日的憂鬱（電腦研究社社長）
- 魔法少女奈葉（高町士郎）
- 魔法少女奈葉A's（高町士郎、審判之槌）
- Fate/stay night [Unlimited Blade Works]（Archer）
- 哆啦A梦（水田版）（剛田武）
- STAND BY ME 哆啦A梦（剛田武）
- 七龙珠超（贝吉塔（Bang Zoom! Entertainment英语配音版））
- Fate/Grand Order -First Order-（Archer）
- 劇場版 Fate/stay night [Heaven's Feel] I—III（Archer）
- Fate/EXTRA Last Encore（Archer[無名]、弗格斯·马克·罗伊）
- 鬼滅之刃（不死川実弥）
- 咒術迴戰（五條悟）
- STAND BY ME 哆啦A梦 2（剛田武）
- 鬼滅之刃 無限列車篇（不死川実弥）
- 劇場版 咒術迴戰 0（五條悟）
- 鬼滅之刃 刀匠村篇（不死川実弥）
- 名偵探柯南：紺青之拳（林尤金）
- 咒術迴戰 懷玉·玉折（五條悟）
- 咒術迴戰 澀谷事變（五條悟）
- 鬼滅之刃 柱訓練篇（不死川実弥）
- 時光巡邏隊（玄奘三藏）
- 膽大黨（太郎）

### 游戏
- 真·三國無雙6（司馬昭）
- 真·三國無雙6 猛將傳（司馬昭）
- 北斗無雙（拳四郎）
- 真·三國無雙7（司馬昭）
- 真·三國無雙7 猛將傳（司馬昭）
- 名偵探皮卡丘（名偵探皮卡丘）
- 人中之龍7 光與闇的去向（春日一番, 英語版）
- 蒼翼默示錄：交叉組隊戰（曉）
- 人中之龍8（春日一番）
- 鬼滅之刃 火之神血風譚（不死川実弥）
- 真·三國無雙 起源（甘寧）